# Sandra Schumacher
Sandra Schumacher (* 25. Dezember 1966 in Stuttgart) ist eine ehemalige deutsche Radrennfahrerin.

## Leben
Mit zwölf Jahren fuhr Sandra Schumacher ihr erstes Radrennen. Insgesamt viermal wurde sie Deutsche Meisterin im Straßenrennen, zweimal bei den Juniorinnen (1982/83), zweimal bei den Frauen (1984/85).
Fünf Jahre später, mit 17, errang Sandra Schumacher beim ersten olympischen Straßenrennen für Frauen bei den Spielen 1984 in Los Angeles die Bronzemedaille hinter den US-Amerikanerinnen Connie Carpenter-Phinney und Rebecca Twigg.
Im Jahr darauf, 1985, wurde Schumacher Dritte bei den UCI-Straßen-Weltmeisterschaften im italienischen Giavera del Montello, obwohl sie sich erst acht Wochen zuvor den Arm gebrochen hatte. 1986 wurde sie Sechste bei der Tour de France. In einer umstrittenen Entscheidung wurde sie nicht für die Olympischen Spiele 1988 nominiert. Schumacher startete für den Verein RV Stuttgardia Stuttgart.
1990 heiratete sie den Radrennfahrer Mathias Kratz und wurde 1992 Mutter. 1993 gab sie ihr Comeback und gewann bei der Tour de Feminin Krásná Lípa; im Jahr 1995 gelang ihr noch mal ein dritter Platz in der Gesamtwertung der Thüringen-Rundfahrt der Frauen.

## Platzierungen
Olympische Spiele
- 1984:	Dritte

Weltmeisterschaften
- 1982:	Vierte
- 1983:	14.
- 1985:	Dritte
- 1986:	Sechste
- 1987:	Achte (Mannschaft)
- 1988:	Vierte (Mannschaft), Sechste (3000-Meter-Verfolgung)
- 1993:	Vierte (Mannschaft)

Etappenrennen
- Tour de France: 1986 Sechste
- Norwegen-Rundfahrt: 1983 Siegerin, 1985 Vierte
- Thüringen-Rundfahrt: 1993 Vierte

Deutsche Meisterschaften
Straße:
- 1984: Siegerin
- 1985: Siegerin
- 1986: Vierte
- 1987: 12.
- 1988: Sechste
- 1993: Sechste

Bahn:
- 1984: Siegerin 3.000 m Verfolgung

Deutsche Juniorinnen-Meisterschaften
- 1983:	Siegerin

Deutsche Mädchen-Meisterschaften
- 1981:	Zweite
- 1982:	Siegerin